# 성부 (음악)
성부(聲部) 또는 파트(part)는 여러 연주자가 동시에 연주할 때 같은 소리의 움직임을 하는 연주자의 집단 또는 한 명의 연주자이다. 일반적으로 파트라는 단어를 사용하며, 성부의 말은 이론적인 경우에 사용하는 경우가 많다. 악보를 통해 곡의 경우에는 동일한 부분은 동일한 음표를 연주하게 된다.